# Де Бальмен Сергій Петрович
Сергій Петрович де Бальмен (7 грудня 1816 — ?) — молодший брат Якова де Бальмена.
Тарас Шевченко не раз зустрічався з ним, гостював у їхньму маєтку в селі Линовиці (нині селище міського типу в Україні, Чернігівській області, Прилуцькому районі). У квітні 1848 разом з братами В. та М. Закревськими за їхній тост на балу «Хай живе Французька республіка, ура!» Бальмен був заарештований, доставлений у «Третій відділ» і відданий під нагляд поліції. В його справі записано: «Граф де Бальмен … перебуває в тісних стосунках з відомим Шевченком, який довго проживає в нього …»
У маєтку у Сергія де Бальмена в Линовиці 1856 року також гостювали письменник Пантелеймон Куліш та художник Лев Жемчужников. Тут художник зустрів своє єдине та взаємне кохання. Це була дівчина-кріпачка Ольга, що належала де Бальменам. Жемчужников декілька разів просив дати дівчині вольну, щоб одружитися з нею та отримавши відмову, мусив її викрасти і 1857 року еміґрувати. Українська дівчина стала дружиною і вірним другом художника на все життя.

## Джерело
- Шевченківський словник : у 2 т. / Інститут літератури ім. Т. Г. Шевченка Академії Наук УРСР. — Київ : Головна редакція УРЕ, 1978.